# Либрицци
Либрицци (итал. Librizzi) — коммуна в Италии, располагается в регионе Сицилия, подчиняется административному центру Мессина.
Население составляет 1859 человек (на 2005 г.), плотность населения составляет 82 чел./км². Занимает площадь 23 км². Почтовый индекс — 98064. Телефонный код — 0941.
Покровителем коммуны почитается Пресвятая Богородица (Madonna della Catena). Праздник ежегодно празднуется 8 сентября.